# Dacre Montgomery
Dacre Kayd Montgomery-Harvey (Perth 22 de novembro de 1994) é um ator australiano. É mais conhecido por interpretar Jason Scott no filme Power Rangers e Billy Hargrove na série Stranger Things. Também tem um podcast intitulado "DKMH", que apresenta sua própria poesia.

## Biografia
Montgomery nasceu em Perth, na Austrália Ocidental, filho da mãe canadense Judith Barrett-Lennard e do neozelandês Scott Montgomery-Harvey. Ele tem uma irmã mais nova. Seus pais trabalhavam na indústria de telas na Austrália. Dacre começou a se apresentar na tela e no teatro aos nove anos de idade. Frequentou Mount Lawley Senior High School em sua cidade natal. Quando tinha doze anos, seus colegas votaram nele como "o aluno mais provável a se tornar uma estrela de Hollywood" no anuário anual. Montgomery continuou seus estudos nas artes dramáticas durante todo o ensino secundário. Completou seu grau de atuação na WAAPA na Edith Cowan University em 2015.

## Carreira
O primeiro papel de Montgomery veio quando ele apareceu em Bertrand the Terrible como Fred, em 2010. Em 2011, ele apareceu em um piloto de TV chamado Family Tree. Em 2015, apareceu no videoclipe de Old Souls pela banda australiana Make Them Suffer, dirigido por Jason Eshraghian. Estrelou como Jason, o Ranger Vermelho, líder dos Power Rangers, no filme Power Rangers Movie. O filme foi lançado em 2017. Apareceu no videoclipe da dupla australiana Angus & Julia Stone para a música Chateau. Ele também apareceu na sequência da comédia australiana A Few Best Men, intitulada A Few Less Men.
Em 2016, se juntou ao elenco de Stranger Things para a segunda temporada da série, interpretando Billy Hargrove. Em 2019, ele retornou para o papel na terceira temporada.
Em 6 de novembro de 2017, se juntou a The True History of the Kelly Gang, baseado no romance do nome, ao lado de Russell Crowe e Nicholas Hoult. As filmagens começaram em 2018.
Em 11 de julho de 2019, ele lançou seu próprio podcast intitulado "DKMH", que apresenta sua própria poesia. A descrição do podcast afirma que ele passou dois anos compilando sua própria poesia e conseguindo músicos maravilhosamente talentosos para ajudá-lo a "dar vida a ele".

## Vida pessoal
Em fevereiro de 2018, Montgomery iniciou um relacionamento com a modelo Liv Pollock. Em abril do mesmo ano, Liv se mudou para morar com Dacre em Atlanta, onde ele filmava a terceira temporada de Stranger Things. Atualmente, o casal vive em Sydney e Los Angeles, devido aos seus trabalhos.
Em uma entrevista ao Daily Mail em 2019, Montgomery contou que sofreu bullying durante a escola devido ao seu peso, e que isso o ajudou a interpretar seu personagem em Stranger Things. "O que eu percebi filmando essa série foi ver a insegurança das pessoas que faziam bullying comigo".

## Filmografia

### Cinema
| Ano  | Título                    | Papel                         | Notas          |
| ---- | ------------------------- | ----------------------------- | -------------- |
| 2011 | Betrand the Terrible      | Fred                          | Curta-metragem |
| 2015 | Tryptophan                | Jake                          | Curta-metragem |
| 2016 | Better Watch Out          | Jeremy                        |                |
| 2017 | A Few Less Men            | Mike                          |                |
| 2017 | Power Rangers             | Jason Scott / Ranger Vermelho |                |
| 2020 | The Broken Hearts Gallery | Nick                          |                |
| 2022 | Elvis                     | Steve Binder                  |                |

### Televisão
| Ano       | Título          | Papel          | Notas        |
| --------- | --------------- | -------------- | ------------ |
| 2017–2022 | Stranger Things | Billy Hargrove | 19 episódios |

## Prêmios e indicações
| Ano  | Prêmio                     | Categoria                           | Indicação       | Resultado | Ref.   |
| ---- | -------------------------- | ----------------------------------- | --------------- | --------- | ------ |
| 2017 | Teen Choice Awards         | Ator de Ficção Científica Escolhido | Power Rangers   | Indicado  | [ 10 ] |
| 2018 | Screen Actors Guild Awards | Melhor Elenco em Série Dramática    | Stranger Things | Indicado  | [ 11 ] |
| 2018 | MTV Movie & TV Awards      | Roubo de Cena                       | Stranger Things | Indicado  | [ 12 ] |
| 2020 | Screen Actors Guild Awards | Melhor Elenco em Série Dramática    | Stranger Things | Indicado  |        |